# Lumbini
Lumbinī (sanskrit: लुम्बिनी) är en buddhistisk vallfartsort i distriktet Kapilavastu i Nepal, nära gränsen till Indien. Detta är platsen där drottning Mayadevi sägs ha fött Siddhartha Gautama, som i sin tur, som Buddha, grundade Buddhismen. Tidpunkten för den historiska Buddhans åttioåriga liv är föremål för omfattande diskussion, men ett födelseår tidigare än mitten av 600-talet f.Kr. och ett dödsår senare än 360-talet f.Kr. förefaller osannolika. Lumbini är en av de fyra stora pilgrimsorterna som blivit kopplade till Buddhas liv, de andra är Kushinagar, Bodh Gaya och Sarnath.
Lumbini ligger vid foten av Himalaya,  25 km öster om samhället Kapilavastu, där Buddha sägs ha bott tills han fyllde 29 år. Lumbini har ett antal tempel, däribland Mayadevitemplet. Här finns även Puskarini (den heliga dammen) - där Buddhas mor tog det rituella doppet före hans födelse och där även han badade första gången.

Lumbini
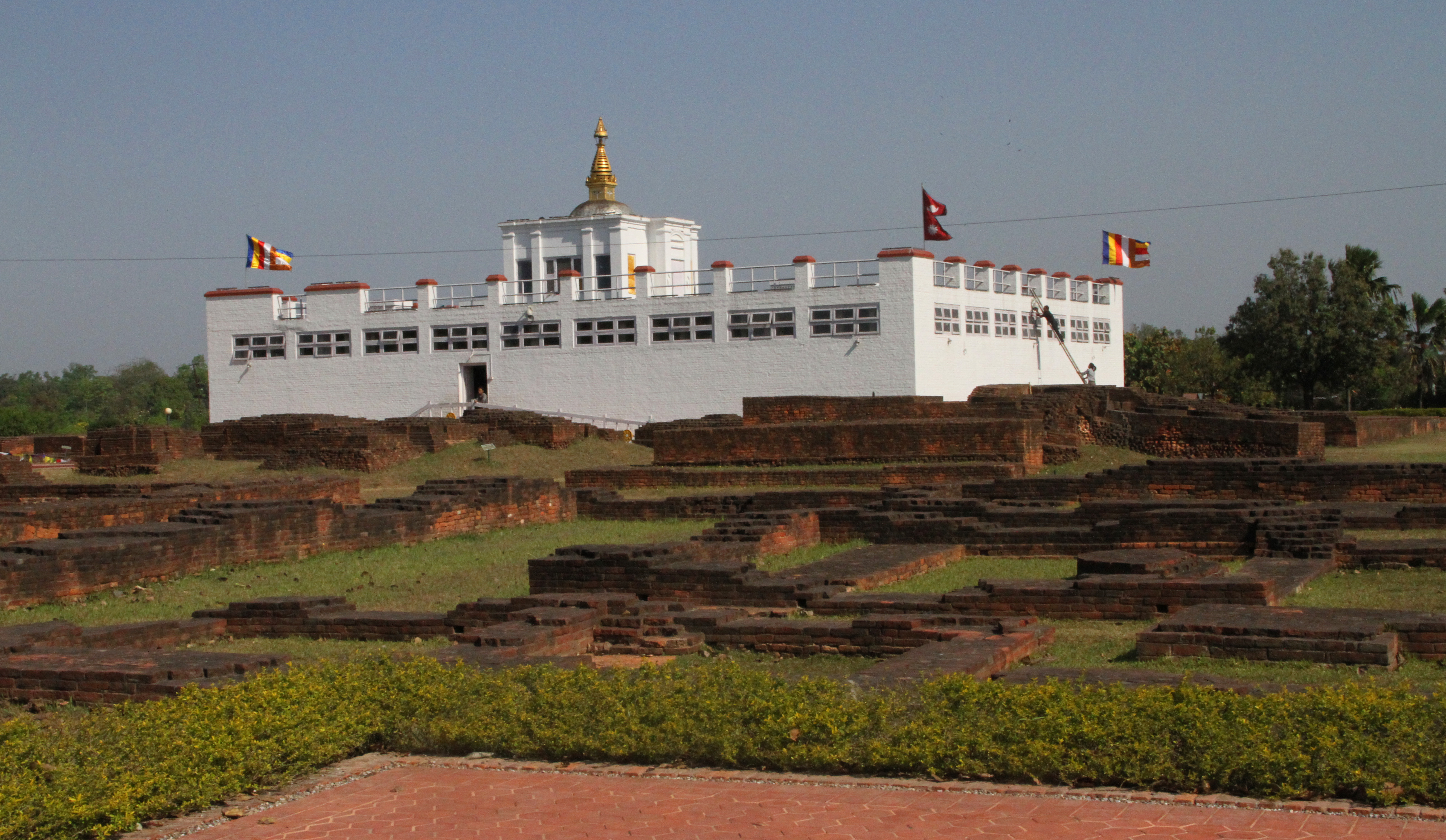
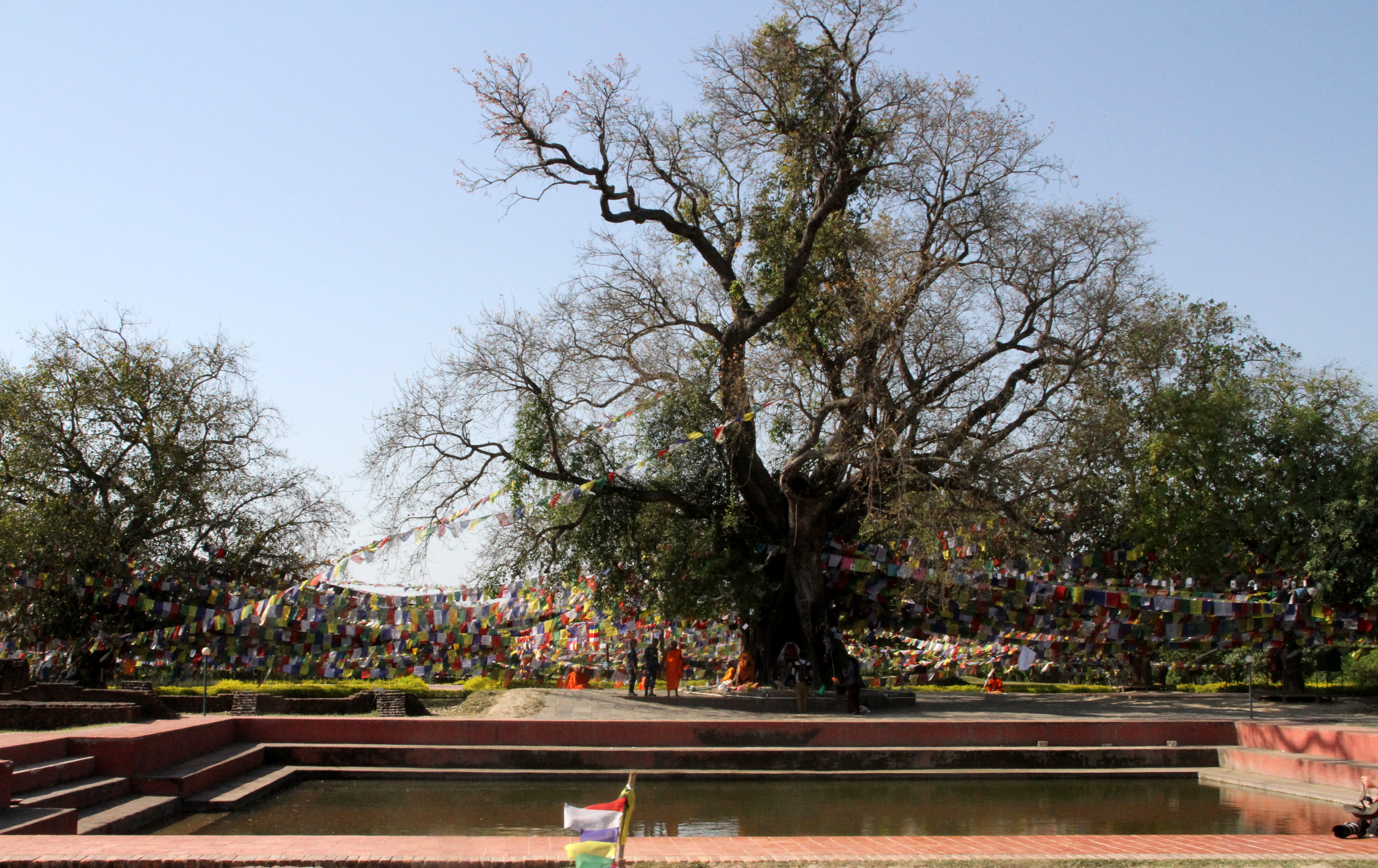
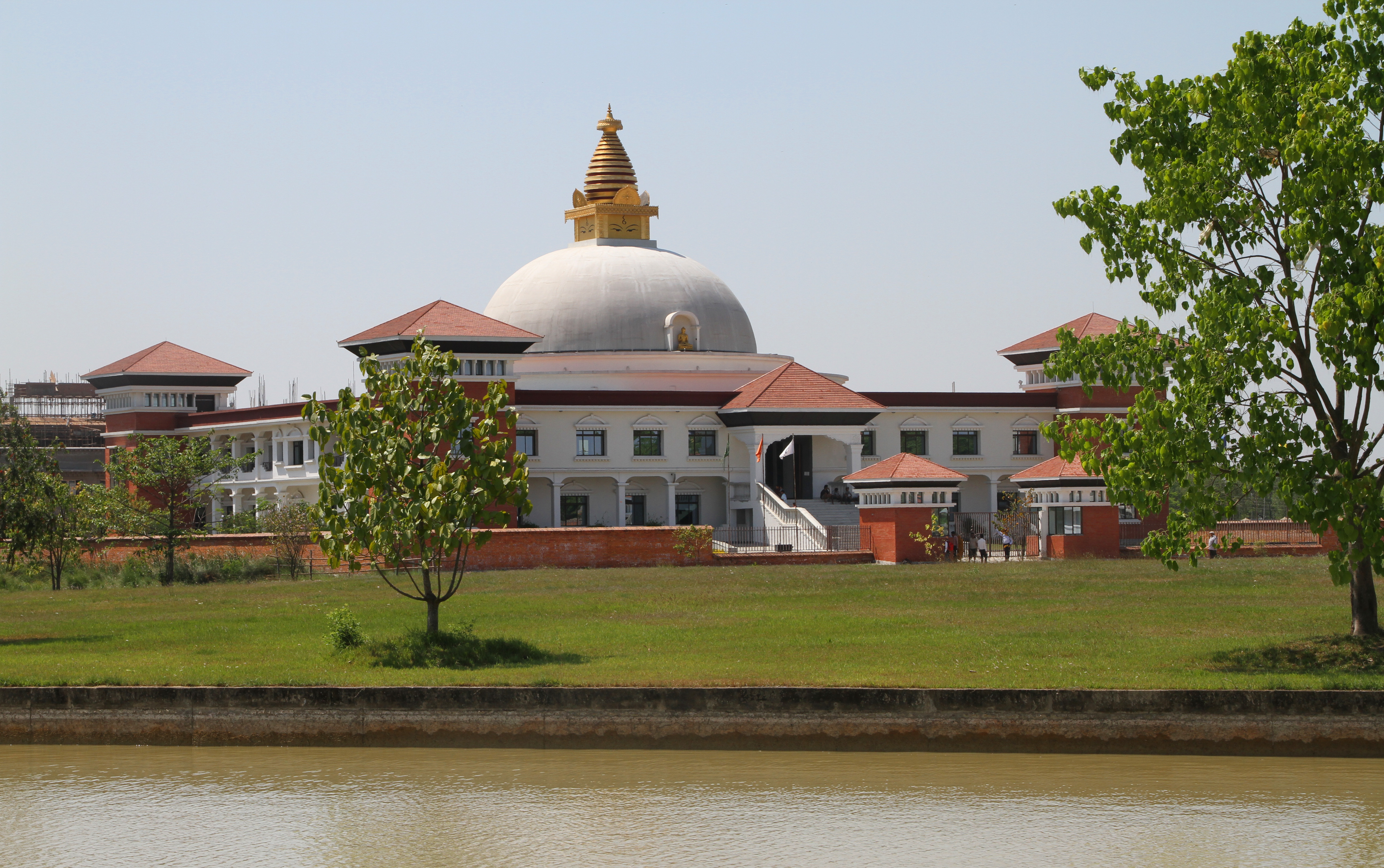
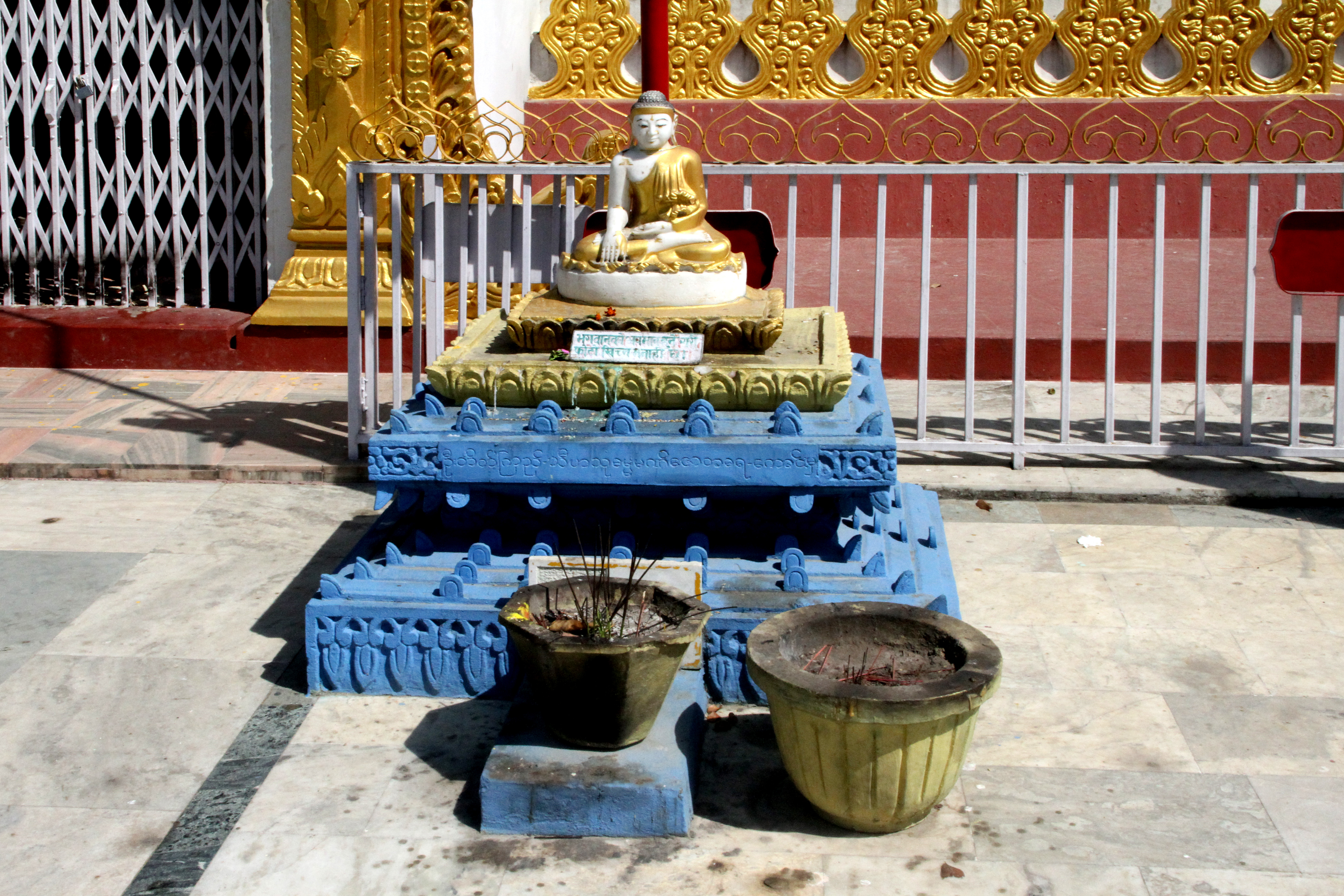
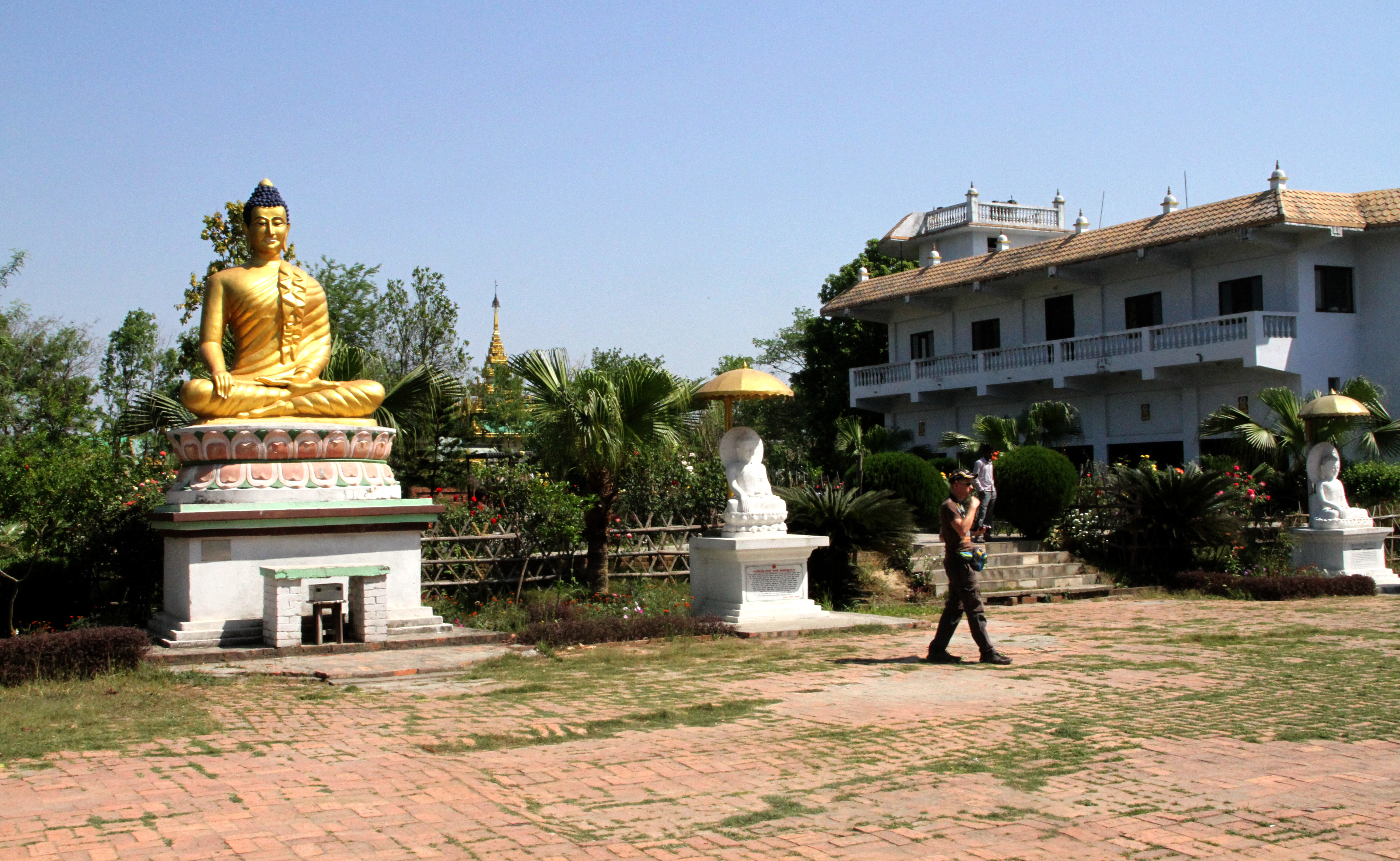
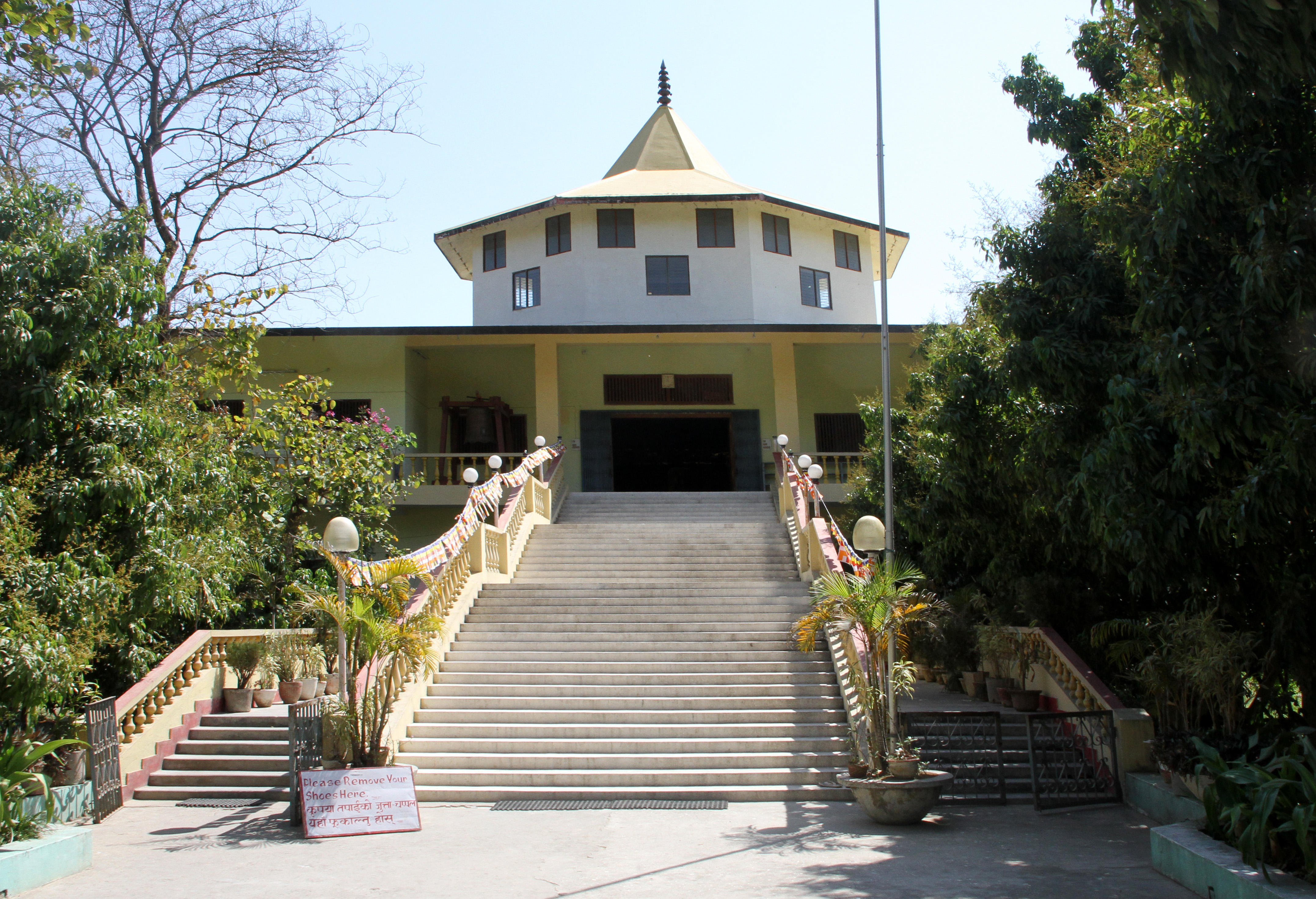
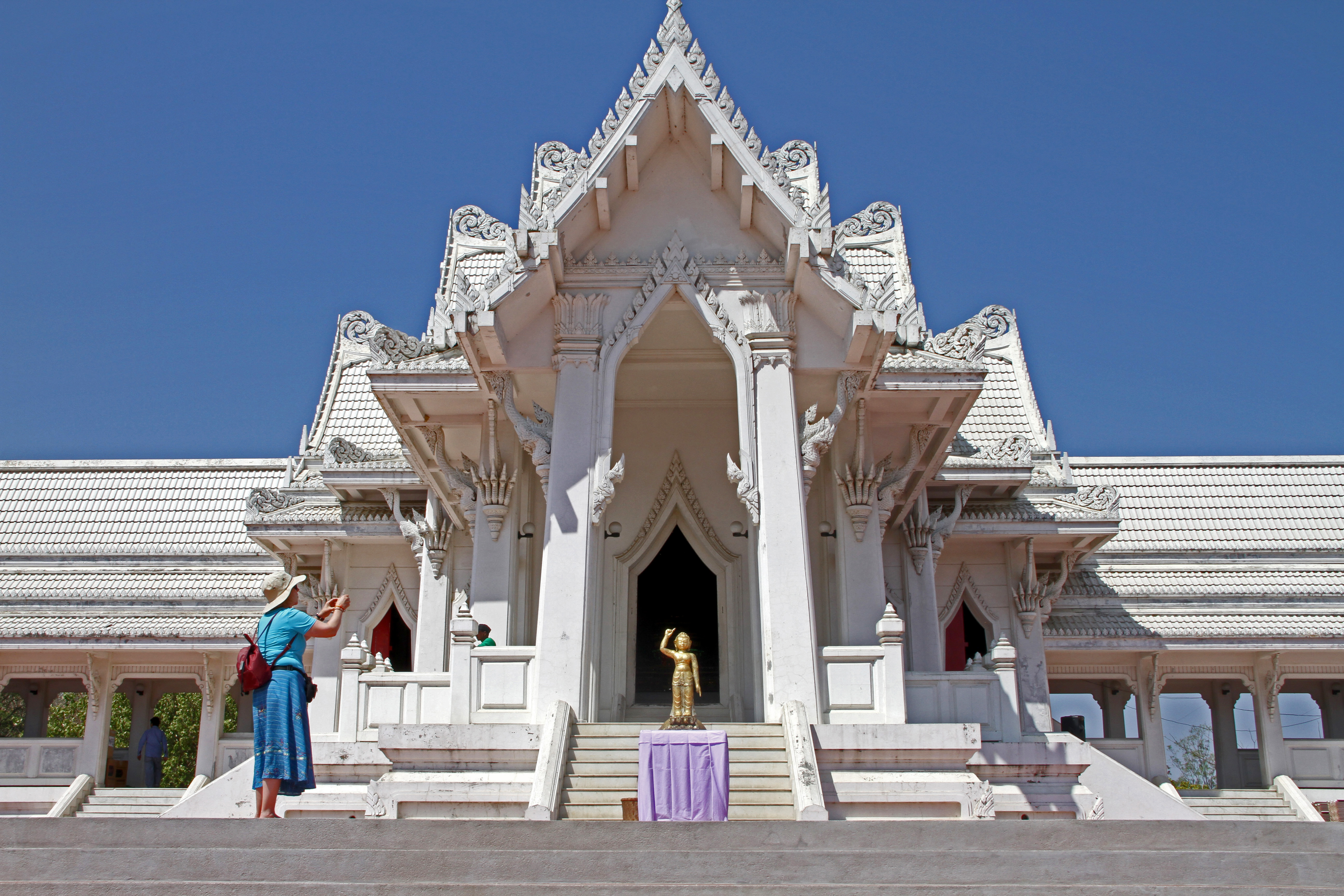
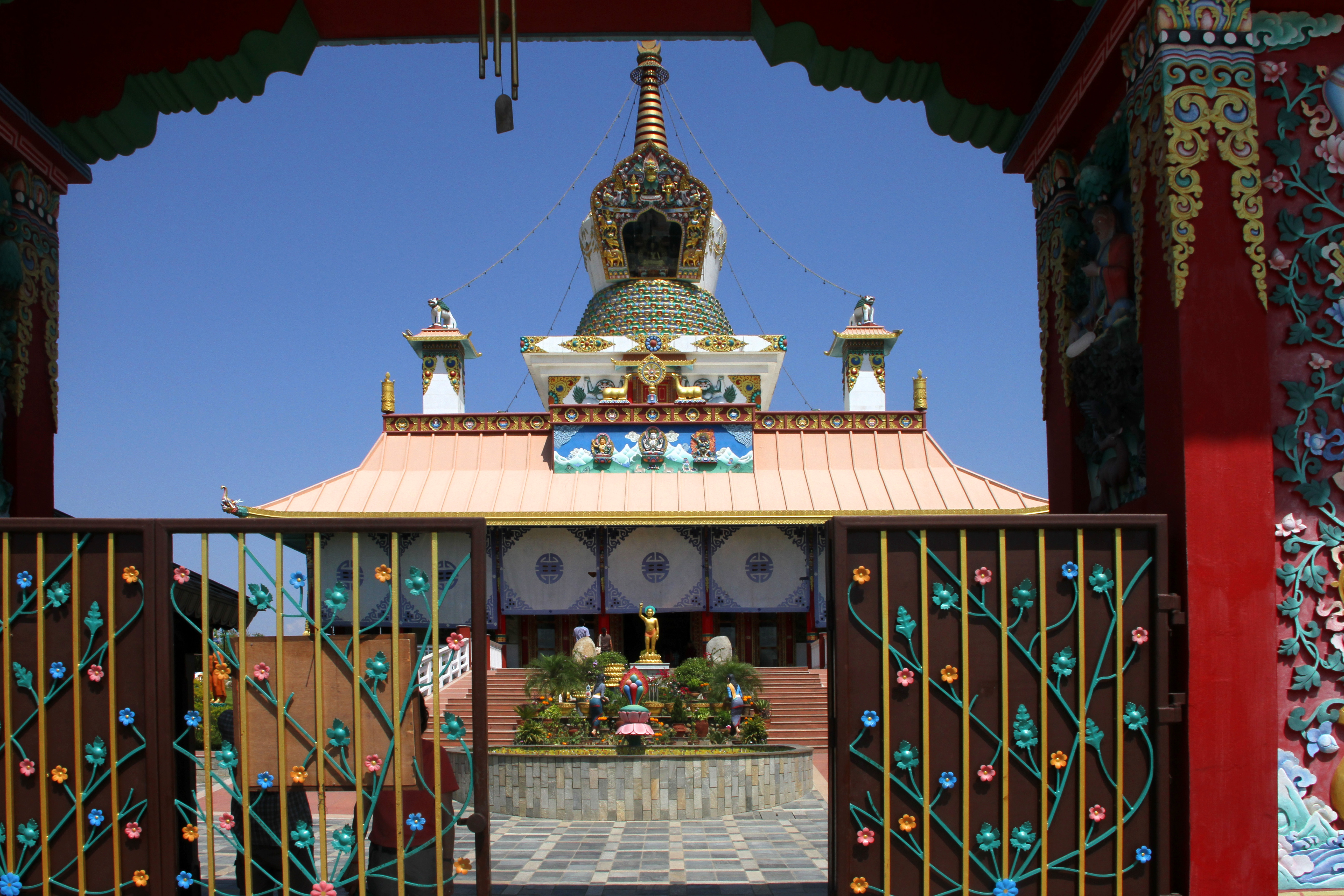